# Edson Cordeiro
Edson Cordeiro (Santo André,  9 de fevereiro de 1967) é um contratenor brasileiro.
Filho de um mecânico e de uma bordadeira, nasceu em Santo André e passou a infância em Santa Cruz do Rio Pardo. Dos seis aos 16 anos cantou no coro da Igreja Presbiteriana Independente, frequentada por seus pais. Fez teatro infantil e, em 1985, participou da ópera rock Amapola, de Miguel Briamonte, que mais tarde seria diretor musical de seus discos. Em 1988 foi ator e cantor na terceira montagem brasileira da ópera rock Hair (Gerome Ragni, James Rado e Galt McDermot), dirigida por Antônio Abujamra. No ano seguinte, atuou na montagem de O doente imaginário, de Molière, dirigida por Cacá Rosset. Com essa peça, viajou pela Europa, EUA, México e América Central.
Seu primeiro show solo aconteceu em agosto de 1990, na Mistura Up do Rio de Janeiro. O sucesso foi imediato, e ele passou a ser disputado por várias gravadoras. Suas distinções são o timbre vocal de contratenor (voz masculina aguda, cuja tessitura pode corresponder à do soprano, do alto ou do contralto ) e o repertório eclético, que inclui autores tão diversos como Noel Rosa, Janis Joplin, Rolling Stones e Mozart. Sua interpretação da ária da Rainha da Noite, da Flauta Mágica é muito conhecida, tanto que foi utilizada em um comercial do Chevrolet Kadett em 1993.
Gravou pela Sony os CDs Edson Cordeiro (1992), Edson Cordeiro (1994) e Terceiro sinal (1996), que inclui uma interpretação cool de Bidu Saião e o canto de cristal, samba-enredo da Escola de Samba Beija-Flor (1995) e Ave Maria (Vicente Paiva e Jaime Redondo), do repertório de Dalva de Oliveira. Em 1994 e 1995, fez tourneés de sucesso em vários países da Europa.

## Discografia
- Edson Cordeiro (álbum) (1992) Ouro[3]
- Edson Cordeiro (1994)
- Terceiro Sinal (1996)
- Clubbing (1998)
- Disco Clubbing - Ao Vivo (1998)
- Disco Clubbing 2 - Mestre de Cerimônia (1999)
  1. Staying Alive
  2. Night Fever
  3. Hot Stuff
  4. I Feel Love
  5. Don't Let Me Be Misunderstood
  6. Pot-Pourri
  7. Karma Chameleon
  8. Perigosa
  9. Amor de Rua
  10. If I Can't Have You
  11. Primavera (Vai Chuva)
  12. The Closer I Get to You
- Dê-se ao Luxo (2001)
- Contratenor (2005)
- Klazz Brothers meet the Voice (2007) (lançado apenas na Europa)
- The Woman's Voice (2008) (lançado apenas na Europa)
- Elektronic Trilogy - EP - (2013) (lançado apenas na Europa)
- Paradiesvogel (2015) (lançado apenas na Europa)
- Fado (2017) (lançado apenas na Europa)
- Bem na Foto (2018) (lançado apenas na Europa)